# حبيب (اسم)
حبيب هو اسم علم مذكر عربي معناه: المحبوب، الودود.

## الأصل اللغوي
حبب: الْحُبُّ: نَقِيضُ الْبُغْضِ، وَالْحُبُّ: الْوِدَادُ وَالْمَحَبَّةُ، وَكَذَلِكَ الْحِبُّ بِالْكَسرِ.
وَتَحَبَّبَ إِلَيْهِ: تَوَدَّدَ. وَامْرَأَةٌ مُحِبَّةٌ لِزَوْجِهَا وَمُحِبٌّ أَيْضًا.
يُقَالُ: حُبَّ الشَّيْءُ فَهُوَ مَحْبُوبٌ، ثُمَّ لَا يَقُولُونَ: حَبَبْتُهُ، كما قَالُوا: جُنَّ فَهُوَ مَجْنُونٌ، ثُمَّ يَقُولُونَ: أَجَنَّهُ اللَّهُ. وَالْحِبُّ: الْحَبِيبُ، مِثْلُ خِدْنٍ وَخَدِينٍ، قَاْلَ ابْنُ بري: الْحَبِيبُ يَجِيءُ تَارَةً بِمَعْنَى الْمُحِبِّ.
يقول المخبل السعدي:
أتهجرُ ليلى، بالفراقِ حبيبَها
وما كان نفساً، بالفراقِ تطيبُ
الْأَزْهَرِيّ: يُقَالُ لِلْحَبِيبِ: حُبَابٌ، مُخَفَّفٌ. وَقَالَ اللَّيْثُ: الْحِبَّةُ وَالْحِبُّ بِمَنْزِلَةِ الْحَبِيبَةِ وَالْحَبِيبِ. وَحَكَى ابْنُ الْأَعْرَابِيِّ: أَنَا حَبِيبُكُمْ أَيْ مُحِبُّكُمْ وَأَنْشَدَ:
وَرُبَّ حَبِيبٍ نَاصِحٍ غَيْرِ مَحْبُوبِ 

## شخصيات تحمل الاسم
- حبيب بن أوس (أبو تمّام)
- حبيب العازمي

- حبيب نورمحمدوف

- حبيب العادلي

- حبيب يونس

- حبيب بن مظاهر الأسدي

- حبيب الحبيب

- حبيب عبد الرب سروري

- حبيب الله الرشتي

- حبيب تنقور

- حبيب بن مسلمة

- حبيب بن أبي عبيدة الفهري

- حبيب بن علي

- حبيب بن عبد الرحمن الفهري

- حبيب بن أبي ثابت

- حبيب باشا السعد

- حبيب بن المهلب